# آروی بیلیم-۲
آروی بیلیم-۲ (به انگلیسی: RV Bilim-2) یک کشتی است که طول آن ۴۰٫۳۶ متر (۱۳۲ فوت ۵ اینچ) می‌باشد. این کشتی در سال ۱۹۸۳ ساخته شد.